# Waist-to-Height Ratio
Der (auch die oder das) WHtR (von englisch Waist-to-Height Ratio ‚Taille-zu-Größe-Verhältnis‘) ist der Quotient aus Taillenumfang und Körpergröße. Es soll im Gegensatz zum weit verbreiteten Body-Mass-Index (BMI) eine Aussage über die Verteilung des Körperfetts machen und eine größere Aussagekraft bezüglich der gesundheitlichen Relevanz von Übergewicht erlauben.

## Vorteile
Laut einer über acht Jahre laufenden Studie der Münchener Ludwig-Maximilians-Universität mit über 11.000 Probanden ist die WHtR eine bessere Kennzahl für die Quantifizierung von gesundheitlichen Risiken geeignet, da hier genauere Rückschlüsse auf den gesundheitlich bedenklichen Bauchfettanteil gezogen werden können.
Der Vorteil der WHtR gegenüber dem BMI liegt vor allem darin, dass der BMI nur eine geringe Aussage über die gesundheitlich relevanten Ursachen eines Über- oder Untergewichts erlaubt, da beispielsweise sehr muskulöse Männer einen hohen BMI aufweisen.
Nicht zu verwechseln ist die WHtR mit der WHR (Taille-Hüft-Verhältnis, Waist-to-hip ratio). Diese wurde als körperästhetisches Maß eingeführt und ist ebenfalls eine Kennzahl, die das Körperfett quantifiziert.

## Berechnung
Der WHtR wird folgendermaßen berechnet:
{\displaystyle {\mbox{WHtR}}={\frac {u}{l}}}
wobei  {\displaystyle u} den Taillenumfang und {\displaystyle l} die Körpergröße angibt, in Zentimetern, Zoll oder einer anderen Längeneinheit.
| Alter | Kritischer Bereich |
| ----- | ------------------ |
| < 40  | > 0,5              |
| 40–50 | 0,5 – 0,6          |
| > 50  | > 0,6              |

Im Alter von 40 bis 50 verschiebt sich der kritische Wert pro Jahr um 0,01 nach oben. Mit 40 Jahren beträgt er also 0,50, mit 41 Jahren 0,51, mit 42 Jahren 0,52 und so weiter.